# Aphanolejeunea subdiaphana
Aphanolejeunea subdiaphana là một loài Rêu trong họ Lejeuneaceae. Loài này được (Jovet-Ast) Pocs mô tả khoa học đầu tiên năm 1984.